# Dassault Mirage III
Dassault Mirage III, kort Mirage III, är ett franskt överljudsjaktplan som konstruerades av Dassault Aviation under 1950-talet och som tillverkades både i Frankrike och i andra länder.

## Utveckling och prestanda
Mirage III blev det första väst-europeiska flygplanet att flyga över hastigheten mach 2.
År 1953 uppmärksammades militära flygplans ökande vikt och kostnad av Franska flygvapnet. Med detta i åtanke började flygvapnet skissa på krav för en ny typ av lätt jaktplan. Dassault Aviation svarade detta med idéer om ett lätt jaktplan med deltavingar, till en början baserat på dåvarande Dassault Mystère.
En prototyp med namnet MD 550 började utvecklas, och flög första gången i juni 1955. Prototypen hade de senare karakteristiska deltavingarna, och drevs av dubbla motorer. MD 550 genomgick flera modifikationer, motorbyten och justeringar, vilka resulterade i MD 550-01, kallad Mirage I, och MD 550-02, kallad Mirage II. 
Detta ledde till slut fram till Mirage III 001, som flög första gången 17 november 1956. För att få plats med och kunna bära den tidens vapensystem förstorades designen när det var dags för första produktionsserien Mirage IIIA.

## Tillverkning och efterföljare
Planet tillverkades i 1 422 exemplar, vilket inkluderar licensproduktion i Australien och Schweiz.
Mirage III ledde till de relaterade Milan, Mirage 5, Dassault Balzac samt Mirage IV.

## Operatörer och användning

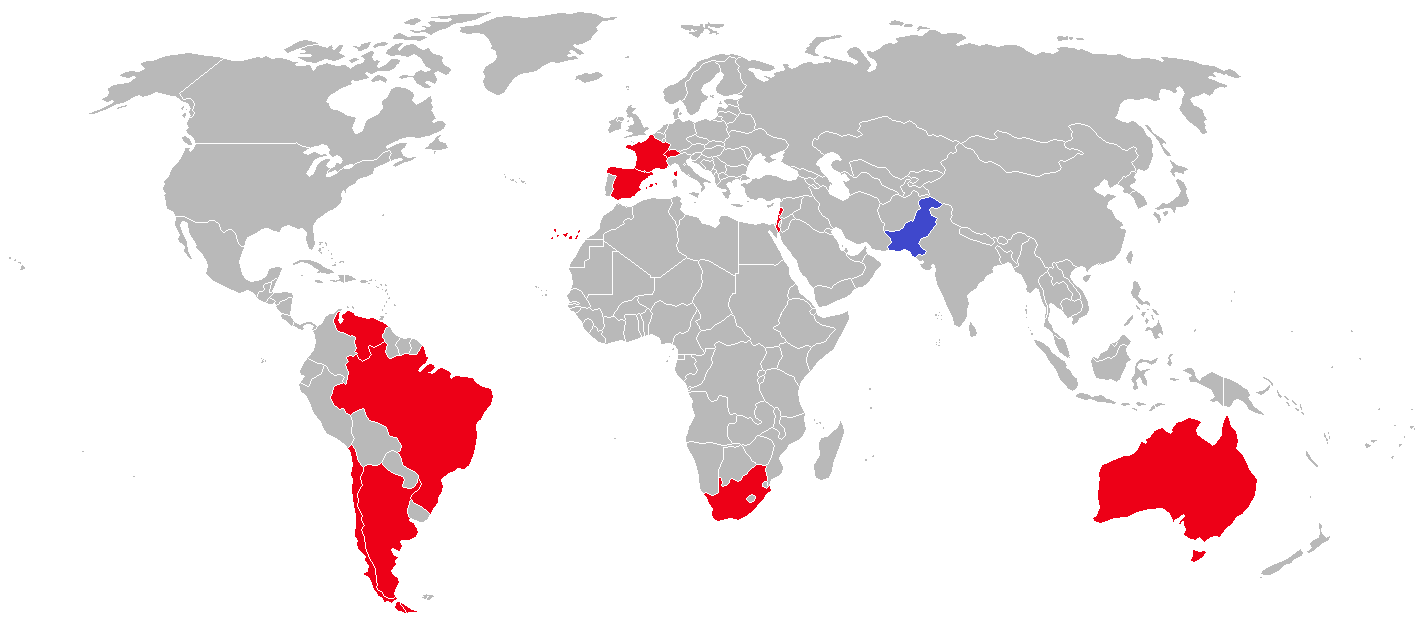
Mirage III-användare i blått december 2015, tidigare i rött.

Flygplanet är ett av de mest framgångsrika jaktplanen som någonsin tillverkats, och såldes till många flygvapen runtom jorden och förblev i produktion i över ett decennium. Några av de mindre flygvapnen i världen flyger ännu varianter av Mirage III, dessa inkluderar bl.a. Argentina, Brasilien, Chile, Egypten, Förenade Arabemiraten, Gabon, Libyen, Pakistan, Peru och Venezuela.
Mirage III kom att bli populärt samt säljas till ett antal länder. Jaktplanet har bland annat använts i Sexdagarskriget, Falklandskriget, Sydafrikanska gränskriget, Indo-pakistanska kriget 1971 samt Jom Kippurkriget.